# فرودگاه ایلات
فرودگاه ایلات (به انگلیسی: Eilat Airport) یک فرودگاه همگانی مسافربری با کد یاتا ETH است که یک باند فرود آسفالت دارد و طول باند آن ۱۹۰۰ متر است. این فرودگاه در شهر ایلات کشور اسرائیل قرار دارد و در ارتفاع ۱۳ متری از سطح دریا واقع شده است.

## شرکت‌های هواپیمایی و مقصدهای پروازی

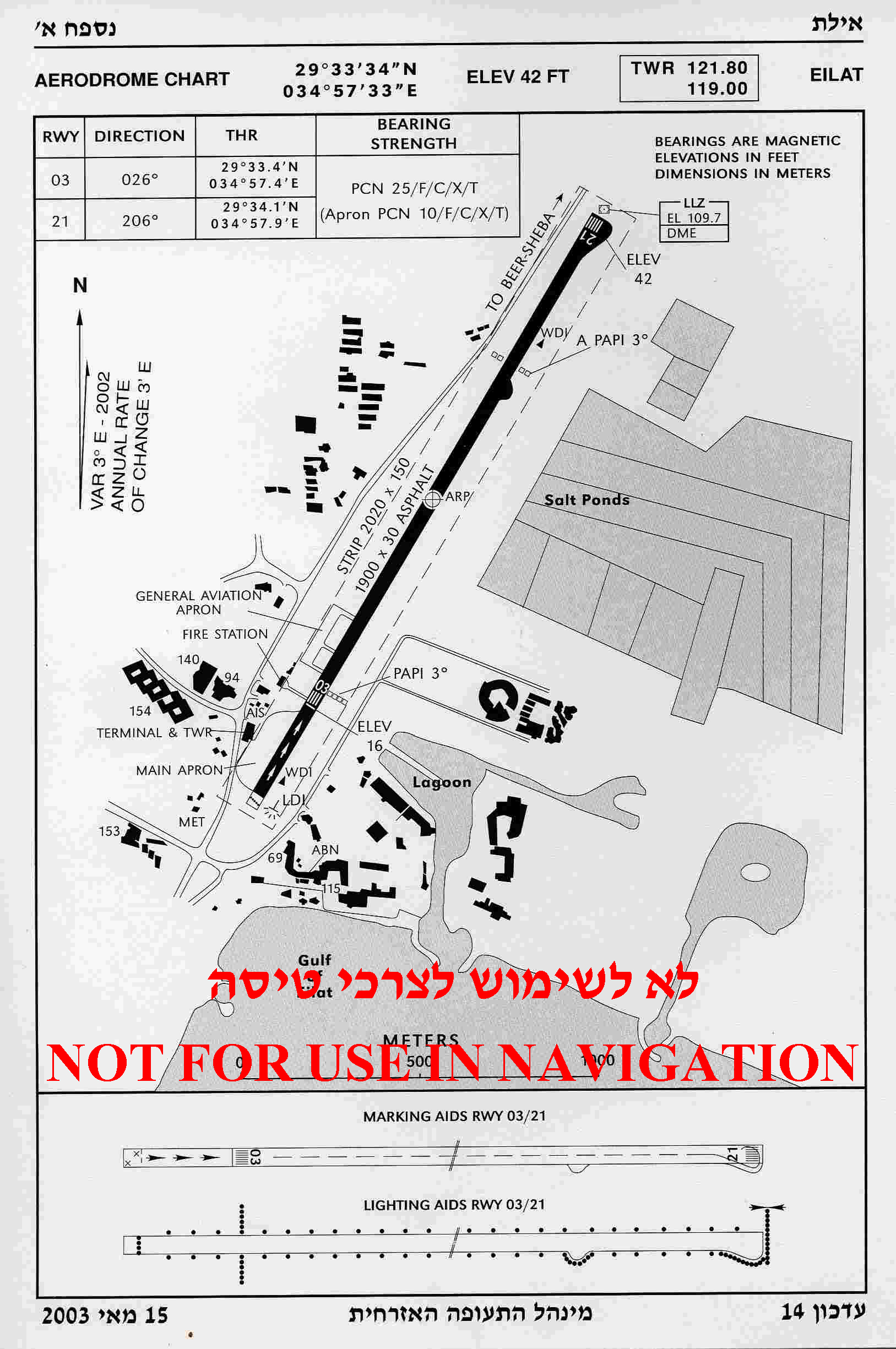
Eilat Airport chart

| شرکت‌های هواپیمایی     | مقصدهای پروازی          |
| --------------------- | ----------------------- |
| هواپیمایی ارکیا       | حیفا، بن گوریون، سد دوم |
| شرکت هواپیمایی اسرایر | حیفا، بن گوریون، سد دوم |